# Yeah!
Yeah! ist das neunte Studioalbum der britischen Hard-Rock-Band Def Leppard. Es enthält ausschließlich Coverversionen von Liedern anderer Interpreten, vornehmlich solchen, von denen die Mitglieder von Def Leppard musikalisch beeinflusst wurden.

## Hintergrund
Das Album wurde im privaten Tonstudio von Sänger Joe Elliott, „Joe’s Garage“, aufgenommen und von Ronan McHugh produziert. Die Titel Kick Out the Jams (MC5) und Roxanne (The Police) wurden aufgenommen, aber nicht veröffentlicht.
Yeah! erschien in verschiedenen Fassungen. Während in Europa nur eine Version veröffentlicht wurde, erschienen in den USA verschiedenen zusätzliche Titel, die vom jeweiligen Vertriebspartner abhängig waren. Das Album wurde in den USA über iTunes sowie Best Buy, Target und Walmart vertrieben. Walmart bot das Album mit einer zusätzlichen CD an, die neben den Bonustiteln auch Interviewsegmente enthielt. Es war nicht möglich, alle angebotenen Songs auf einer CD zu bekommen; in Europa wurden die zusätzlichen Titel gar nicht angeboten, in Japan erschien Yeah! mit zwei Bonustracks.

## Gestaltung
Das Booklet enthält Fotoaufnahmen der Gruppenmitglieder, die Motive von Schallplattencovern der 1970er Jahre nachstellen:
- Rick Savage als Freddie Mercury vom Queen-Album Queen II
- Vivian Campbell als Marc Bolan vom T.-Rex-Album Electric Warrior
- Joe Elliott als David Bowie von der Coverrückseite des Albums The Rise and Fall of Ziggy Stardust and the Spiders from Mars
- Rick Allen als Lou Reed, Transformer
- Phil Collen als Iggy Pop, Raw Power

Außerdem sind vier Gruppenfotos im Booklet enthalten.
Die Innenseite des Rückencovers unterhalb des CD-Trays zeigt ein Bild des originalen dreieckigen Def-Leppard-Logos, wie es beim Album On Through the Night verwendet wurde, das als Prisma einen Lichtstrahl bricht und als Regenbogen wiedergibt, wie es auch auf dem Cover zum Pink-Floyd-Album The Dark Side of the Moon zu sehen war.

## Titelliste
1. 20th Century Boy (Marc Bolan) – 3:41 (Originalinterpret: T. Rex)
2. Rock On (David Essex) – 2:53 (Originalinterpret: David Essex)
3. Hanging on the Telephone (Jack Lee) – 2:23 (Originalinterpret: Blondie)
4. Waterloo Sunset (Ray Davies) – 3:38 (Originalinterpret: The Kinks)
5. Hell Raiser (Nicky Chinn, Mike Chapman) – 3:20 (Originalinterpret: The Sweet)
6. 10538 Overture (Jeff Lynne) – 4:31 (Originalinterpret: Electric Light Orchestra)
7. Street Life (Bryan Ferry) – 3:26 (Originalinterpret: Roxy Music)
8. Drive-In Saturday (David Bowie) – 4:07 (Originalinterpret: David Bowie)
9. Little Bit of Love (Paul Rodgers, Andy Fraser, Paul Kossoff, Simon Kirke) – 2:34 (Originalinterpret: Free)
10. The Golden Age of Rock ’n’ Roll (Ian Hunter) – 3:28 (Originalinterpret: Mott the Hoople)
11. No Matter What (Pete Ham) – 2:57 (Originalinterpret: Badfinger)
12. He’s Gonna Step on You Again (John Kongos) – 4:05 (Originalinterpret: John Kongos)
13. Don’t Believe a Word (Phil Lynott) – 2:19 (Originalinterpret: Thin Lizzy)
14. Stay with Me (Rod Stewart, Ron Wood) – 4:30 (Originalinterpret: The Faces)

### Bonustracks (Japan)
1. American Girl (Tom Petty) – 3:34 (Originalinterpret: Tom Petty and the Heartbreakers)
2. Search and Destroy (Iggy Popp, James Williamson) – 3:27 (Originalinterpret: The Stooges)

### iTunes (USA)
1. How Does It Feel (Noddy Holder, Jim Lea) – 5:20 (Originalinterpret: Slade)

### Target (USA)
1. Action Live 2005 (Brian Connolly, Andy Scott, Steve Priest, Mick Tucker) – 4:03 (Originalinterpret: Sweet)
2. When I’m Dead and Gone (Benny Gallagher, Graham Lyle) – 3:17 (Originalinterpret: McGuinness Flint)

### Best Buy Edition
1. No Matter What Live 2005 (Pete Ham) – 2:58 (Originalinterpret: Badfinger)
2. Winter Song (Alan Hull) – 4:35 (Originalinterpret: Lindisfarne)

### Wal-Mart-Bonus-CD
1. American Girl (Tom Petty) – 3:34 (Originalinterpret: Tom Petty and the Heartbreakers)
2. Backstage Interview 1 – 3:12
3. Search and Destroy (Iggy Popp, James Williamson) – 3:27 (Originalinterpret: The Stooges)
4. Backstage Interview 2 – 2:01
5. Space Oddity (David Bowie) – 3:27 (Originalinterpret: David Bowie)
6. Backstage Interview 3 – 2:43
7. Dear Friends (Brian May) – 1:28 (Originalinterpret: Queen)
8. Heartbeat (Jobriath Boone) – 2:45 (Originalinterpret: Jobriath)

## Rezeption
In Deutschland erreichte das Album Platz 73 der Hitparade, in Großbritannien Platz 52. In beiden Hitlisten konnte es sich jeweils nur eine Woche halten, während es in den amerikanischen Billboard 200 Platz 16 erreichte und sich 11 Wochen in den Albumcharts halten konnte.
Michael Rensen (Rock Hard) schrieb zu diesem Album:

„Schöne Sache, so eine musikalische Reise zurück in die eigene Jugend. Man kramt seine erste gekaufte (oder geklaute) LP hervor, erinnert sich an den Soundtrack zum ersten Kuss und den Hintergrundlärm der ersten Kneipenprügelei. Im Falle von Def Leppard stammen die Sozialisierungs-Soundtracks (bis auf den ’67er-Kinks-Gänsehäuter Waterloo Station) aus den Siebzigern und von Acts wie T. Rex, David Bowie, den Faces und Mott The Hoople. Auf die üblichen abgelutschten Evergreens haben Sheffield’s Finest dankenswerterweise verzichtet, stattdessen überrascht man mit vielen zu Unrecht in Vergessenheit geratenen Perlen, die so roh, erdig und gut gelaunt rausgedonnert werden, wie man sich die letzten regulären Leppard-Alben gewünscht hätte. Anspieltipps der rundum gelungenen Scheibe: das bereits erwähnte Waterloo Sunset, Hellraiser (Sweet), No Matter What (Badfinger), Little Bit of Love (Free) und Don’t Believe a Word (Thin Lizzy).“